# Ajgina
Ajgina (także Egina, Aegina; gr. Αἴγινα Aígina, łac. Aegina) – w mitologii greckiej jedna z nimf.
Uchodziła za córkę boga Asoposa. Porwał ją Zeus i przeniósł na wyspę Ojnone (Oinone). Tam Ajgina urodziła mu syna Ajakosa (Eak), późniejszego sędziego w Hadesie. Później nimfa poślubiła Aktora i urodziła syna Menojtiosa.
Po latach jej syn Ajakos wrócił na miejsce urodzenia i nazwał wyspę imieniem matki. Wyspa nazywa się dziś Egina.